# Myriam Spiteri Debono
Myriam Spiteri Debono o Miriam Spiteri Debono (nascuda el 25 d'octubre de 1952) és una política maltesa, l'11a presidenta de Malta. És la primera dona de Gozo a ser escollida per al càrrec. També va ser presidenta del Parlament de Malta de 1996 a 1998, i la primera dona a ocupar el càrrec.

## Educació i primers anys
Spiteri Debono va néixer a Victòria, va rebre la seva educació infantil formal a Gozo i més tard va assistir a la Universitat de Malta, on va estudiar Literatura i Lingüística Anglesa, i es va graduar el 1973. També va estudiar dret i es va graduar com a notària el 1980.
Els seus primers càrrecs públics van ser el de presidenta de la Junta de Cooperatives i membre fundadora de la Comissió d'Igualtat de Gènere.
Va ser candidata pel Partit Laborista de Malta en cinc eleccions generals (1981, 1987, 1992, 1996, 2003), però mai va ser escollida. Tanmateix, va ser elegida membre de l'executiva nacional del partit el 1982.
Spiteri Debono va exercir com a president ade la secció de dones del Partit Laborista entre 1993 i 1996.
El setembre de 1996, va ser nomenada presidenta del Parlament de Malta pel primer ministre Alfred Sant. Va ser la primera dona que va ocupar aquest paper a Malta, i va ser substituïda per Anton Tabone l'octubre de 1998.
El gener de 2023, va ser proposada pel Partit Nacionalista per al càrrec de Comissionada de Normes, però, va declinar el paper al·legant que no era prou apta ni hi estava interessada.

## Presidència
El 21 de març de 2024, es va informar que era la favorita per ser nomenada presidenta de la República de Malta. La setmana següent es va confirmar en un comunicat conjunt emès des de les oficines del primer ministre i del cap de l'oposició. El Parlament de Malta va votar per unanimitat per triar Spiteri Debono com a 11a presidenta de Malta el 27 de març de 2024, i es va convertir en la primera persona presidenta a ser elegida amb les noves reformes constitucionals de 2020, inclòs el nou requisit de dos terços de l'aprovació del parlament per al candidat presidencial.
Spiteri Debono és la tercera dona que exerceix com a presidenta de Malta, després d'Agatha Barbara i Marie Louise Coleiro Preca. També és la tercera persona de Gozo designada per a aquest càrrec, després d'Anton Buttigieg i Ċensu Tabone.
Va prometre el càrrec el 4 d'abril de 2024.

## Vida personal
Spiteri Debono ha viscut la major part de la seva vida adulta a Birkirkara. Està casada amb el notari Anthony Spiteri Debono i tenen tres fills.